# Arctic Monkeys
Arctic Monkeys su engleski garage rock/indie rock sastav iz High Greena, predgrađa Sheffielda. Osnovani su 2002. godine, a trenutačni članovi sastava su Alex Turner (vokal, gitara), Jamie Cook (gitara), Matt Helders (bubnjevi, prateći vokali) te Nick O'Malley (bas-gitara) na poziciji na kojoj je prije bio Andy Nicholson. Arctic Monkeys su postigli veliki uspjeh sa svojim prvim singlom, I Bet You Look Good On The Dancefloor, koji je bio na prvom mjestu britanske top liste (UK Singles Chart).
Njihov debitantski album, Whatever People Say I Am, That's What I'm Not, objavljen 23. siječnja 2006. godine, bio je najbrže prodan debitantski album u povijesti britanske glazbe, čak je bio bolji od Oasisovog albuma Definitley Maybe. Primio je odlične kritike, te je 2006. osvojio nagradu Mercury (Mercury Prize) i 2007. BRIT Award za najbolji britanski album. Njihov drugi album, Favourite Worst Nightmare, objavljen je 23. travnja 2007., u svom prvom tjednu je prodan u više od 225,000 primjeraka diljem svijeta i bio je nominiran 2007. za nagradu Mercury. Arctic Monkeys su 2008. osvojili BRIT Award za najbolji britanski album i za najbolju britanski sastav.
Arctic Monkeys su postali poznati preko demosnimki koje su izradili njihovi obožavatelji i ostali su zapamćeni kao jedan od prvih sastava koji je postao popularan putem Interneta. Ubrzo su potpisali ugovor s Domino Recordsom.

## Povijest

### Nastanak
Nakon odlaska na koncert Libertinesa, 2001. godine, susjedi Alex Turner i Jamie Cook zatražili su da kao božićni dar dobiju neki instrument i obojica su dobili gitaru. Nakon što su naučili svirati, osnovali su sastav zajedno s Turnerovim školskim prijateljima Andyjem Nicholsonom i Mattom Heldersom. Nicholson je već znao svirati bas-gitaru, pa je Helders završio na bubnjevima. Jedan članak iz magazina Blender otkriva da Alex Turner nije bio originalni pjevač grupe. Ubrzo nakon ovog članka izašao je detaljniji članak u britanskom tabloidu The Sun koji govori da je u ranijim danim grupe - kada još nisu nigdje nastupali - pjevač bio Glyn Jones još jedan učenik Stocksbridge High School. No on je odustao i na njegovo mjesto je došao Alex Turner. 
Ubrzo su počeli vježbati u Yellow Arch Studios u Neepsendu i imali su prvu gažu 13. lipnja 2003. u   The Grapesu u središtu Sheffielda. Nakon nekoliko nastupa, počeli su snimati svoje demosnimke, pržiti ih na CDe i na svojim nastupima davati obožavateljma. Zbog malog broja CDa njihovi obožavatelji su ih počeli međusobno izmjenjivati. Arcticsima to očito nije smetalo  ...nikad nismo napravili te snimke da bismo zaradili novac ili nešto slično. Ionako smo im te snimke dali besplatno - to je bio najbolji način da ih ljudi poslušaju. Zbog toga su nastupi bili bolji jer su ostali znali riječi pjesama i pjevali su zajedno s nama.  Oni osobno nisu preuzeli odgovornost za svoju glazbu, jer su priznali da nisu znali kako su se njihove pjesme našle na Internetu. Kad su ih u intervjuu za Prefix Magazine pitali o popularnosti njihove stranice na MySpaceu, odgovorili su da nisu znali što je MySpace i da su njihovu MySpace stranicu kreirali njihovi obožavatelji.
Popularnost im je počela rasti na sjeveru Engleske, dobili su pažnju BBC Radio i britanskih tabloida. Mark The Sheriff  Bull, lokalni fotograf (amater), snimio je njihove nastupe i napravio spot za pjesmu  Fake Tales Of San Francisco  i objavio ga na svojoj web-stranici, zajedno sa sadržajem  Beneath the Boardwalk  - kolekcijom pjesama grupe koju je imenovao po lokalnom mjestu glazbenih događanja. U svibnju 2005. Arctic Monkeysi su objavili svoj prvi EP,  Five Minutes with Arctic Monkeys , na kojem se nalaze pjesme  Fake Tales Of San Francisco  i  From the Ritz to the Rubble . Ovo njihovo ostvarenje je bilo dostupno u 500 CD-ova i 1000 7˝˝ snimki, ali je bilo dostupno za download preko iTunes Music Store. Ubrzo nakon toga, nastupili su na Carling Stage na Reading & Leeds festivalu koji je bio rezerviran samo za manje poznate ili nepoznate grupe. Njihov nastup je privukao neuobičajeno mnogo publike. Njihove izvedbe su uključivale spontano pjevnje publike uz pjesme koje su bile dostupne samo kao demosnimke na Internetu.

### Nicholsonov odlazak, Mercury Prize
Arctic Monkeysi nisu gubili vrijeme na snimanje novog materijala već objavili još jedan EP 24. travnja 2006. godine, nazvan  Who the Fuck Are Arctic Monkeys? . Ubrzo nakon toga objavili su da basist Andy Nicholson neće moći sudjelovati u njihovoj sjevernoameričkoj turneji zbog  umora prouzročenog dugim razdobljem prethodnih turneja . Nakon njihovog povratka u Veliku Britaniju Nicholson je objavio kako će započeti svoj vlastiti projekt što je značilo da napušta Arctic Monkeyse. Osim toga kao razlog svog odlaska naveo je nemogućnost nošenja sa slavom i uspjehom koji su stekli u samo šest mjeseci. Alex, Jamie i Matt su bili tužni zbog razvoja situacije  ...žao nam je što vam moramo objaviti da Andy više nije s nama...  i na svojoj su službenoj stranici potvrdili da će Nick O'Malley - basist još jednog sheffieldskog sastava,  The Dodgems , koji je bio basist na njihovoj sjevernoameričkoj turneji - biti njihov basist sve do kraja njihovog ljetnog rasporeda. Ubrzo je Nick O'Malley postao stalni član Arctic Monkeysa.
Njihovo prvo ostvarenje bez Nicholsona je bio singl  Leave Before the Lights Come On , objavljen 14. kolovoza 2006. To je bio nihov prvi singl koji nije bio na prvom mjestu britanske top liste (UK Singles Chart) iako je završio na četvrtom mjestu navedene liste. Ponovno su se ujedinili na Leeds Festivalu kada se Nicholson susreo sa svojim prijašnjim kolegama i svojom zamjenom O'Malleyem. No ipak, na dodjeli nagrada Mercury ( Mercury Prize ) dva tjedna kasnije, bili su prisutni svi originalni članovi sastava - bez Nicholsona

## Albumi

### Whatever People Say I Am, That's What I'm Not
Arctic Monkeysi su odbili potpisati ugovor za neku izdavačku kuću, zato što nisu htjeli promijeniti svoju glazbu kako bi se ona uklopila u glazbenu industriju. Ipak su potpisali ugovor za Domino Recordsom u lipnju 2005. Njihov prvi singl, nakon potpisivanja za Domino, bio je  I Bet You Look Good On The Dancefloor . Objavljen je 17. listopada 2005. i odmah se našao na prvom mjestu britanske top liste ( UK Singles Chart ) pobijedivši tako Sugababes, McFly i Robbie Williamsa. Četiri mjeseca i tri dana poslije pojavili su se po prvi puta na naslovnici  NME -a. Njihov drugi singl  When The Sun Goes Down  (prethodno nazvan  Scummy  ) je objavljen 16. siječnja 2006. te se također odmah našao na prvom mjestu, prodan je u 38,922 primjeraka i skinuo je s trona Shanye Warda. Njihov uspjeh koji su postigli bez najavljivanja ili reklamiranja vodio je k novom načinu na koji će nove grupe postizati uspjeh. 
Završili su snimanje njihovog debitantskog albuma u Chapel Studio u Lincolnshireu tijekom rujna 2005. godine. Naziv albuma je ubrzo potvrđen i glasio je  Whatever People Say I Am, That's What I'm Not , To je citat preuzet iz filma  Saturday Night and Sunday Morning  iz 60-ih godina 20. stoljeća. Album je naposljetku objavljen 23. siječnja 2006. godine i postao je najbrže prodan debitantski album u povijesti britanske glazbe (u prvom tjednu je prodan u 363,735 primjeraka). Album je objavljen mjesec dana kasnije u SAD-u i tijekom prvog tjedna prodan je u 34,000 primjeraka i tako postao drugi najbrže prodan debitantski indie album u SAD-u. No ipak prodaj albuma u SAD-u nije odgovarala onoj u Velikoj Britaniji. Američki kritičari su bili stroži od svojih britanskih kolega smatrajući Arctic Monkeyse još jednim primjerkom britanske medijski prenapuhane grupe. No njihova je sjevernoamerička turneja u lipnju 2007. naišla na odobravanje kritičara. U međuvremenu britanski magazin  NME  je debitantski album Arctic Monkeysa smjestio među top 5 najboljih britanskih albuma svih vremena. Također su se izjednačili s Oasisom i The Strokesima nakon što su 2006. na NME Awards osvojili nagradu za najbolju britansku grupu, najbolju novu grupu i najbolju pjesmu  I Bet You Look Good On The Dancefloor 

### Favourite Worst Nightmare
Drugi album,  Favourite Worst Nightmare  objavljen je 23. travnja 2007., tjedan poslije singla  Brianstorm . Prema Alexu Turneru ...nove pjesme su puno drukčije od pjesama sa zadnjeg albuma...  te je zvuk nekih pjesama  ...sličan onom kod pjesama  From the Ritz to the Rubble  i  The View from the Afternoon  . Na tajnom nastupu u Sheffield's Leadmillu 10. veljače 2007. godine odsvirali su 7 novih pjesama ( 6 s novog albuma i još jednu ). Prve recenzije albuma su bile pozitivne opisujući ga kao  ...veoma, veoma brzog i veoma, veoma glasnog... .
U međuvremenu Arcticsi su nastavili sa skupljanjem nagrada diljem svijeta, osvojivši PLUG Independent Music Award u SAD-u i i nagrade za najbolji album u Japanu, Velikoj Britaniji i Irskoj. Nakon NME nagrada za najbolji album i najbolji glazbeni DVD, na BRIT Awards 2008. godine su odnijeli nagrade za najbolji britansku grupu i najbolji britanski album. Drugu godinu za redom su bili nomirani za nagradu Mercury ( Mercury Prize ), ali je ovaj put nisu osvojili jer je otišla u ruke Klaxonsima za njihov Myths of the Near Future.
Favourite Worst Nightmare našao se 29. travnja 2007. na prvom mjestu UK Albums Chart, a svih 12 pjesama na Top 200 UK Singles Chart, od Brianstorm #7 do If You Were There, Beware #189. Imali su ukupno 18 pjesama u Top 200 UK Singles Chart 27. travnja 2007., Flourescent Adolescent i 505 u prvih 75 ( Flourescent Adolescent #60 i 505 #14 ). 
Treći singl, Teddy Picker, je objavljen 3. prosinca 2007. i ušao je tek u prvih 40 na UK Singles Chart te je na toj poziciji ostao tek tjedan dana što ga čini najslabije rankiranim singlom dosada.Zbog toga objavljeno je veoma malo gramofonskih ploča ( 250 ) pod pseudonimom Death Ramps koje su sadržavale i b-strane sa singla Teddy Picker.

### Humbug
Treći album  Humbug  objavljen je 19. kolovoza 2009. Ubrao je pozitivne kritike te se smatra prekretnicom i važnim dijelom njihovog kataloga. Donio je novu vrstu stila i tema, kako tekstualno tako i muzički. Zvuk je "mračniji" i "glasniji" za razliku od prva dva albuma. Humbug se našao na prvom mjestu UK Albums Chart-a, a do 9 mjeseca 2013. prodan je u 320,921 kopija u UK. Albu msadrži uspješnice kao što su: Crying Lightning, My Propeller, Cornerstone, Pretty Visitors...

### Suck It And See
Četvrti je studijski album, objavljen u lipnju 2011. Ponovno se našao na prvom mjestu Uk Albums Chart-a. U prvom tjednu u UK prodano je vise od 82,000 primjeraka čime su as prvog mjesta srušili Lady Gagin album Born This Way. U prvom tjednu prodano je vise od 154,000 kopija. Album je ponovno pobrao pozitivne kritike i zaradio rejting od 74% na Metacritic. U srpnju 2011, magazin Mojo ga nagrađuje kao najbolji album 2011. Na albumu se nalaze singlovi kao što su : Brick by Brick, Don't Sit Down 'Cause I've Moved Your Chair, She's Thunderstorms, Suck it and see ... 

### AM
AM je peti studijski album Arctic Monkeys-a, objavljen u rujnu 2013. Producirali su ga James Ford i Ross Orton, a među suradnicima koji su pomogli u njegovom nastajanju je i Josh Homme, frontmen Queens of the Stone Agea. Album je promoviran singlovima "R U Mine?", "Do I Wanna Know?", "Why'd You Only Call Me When You're High?", "One For The Road", "Arabella" i "Snap Out Of It". Album je dobio sjajne kritike te je na mnogim listama na kraju godine zasjeo na prvo mjesto. Bio je nominiran za nagradu Mercury (Mercury Prize Award), te je osvojio NME nagradu za album godine. Također je uvršten u NME-ovu listu Top-500 najboljih albuma ikada kao 449. AM je postao najuspješniji album Arctic Monkeysa. Naziv za album inspiriran je Velvet Undergroundovim kompilacijskim albumom "VU" iz 1985. Album je inspiriran mnogim muzičkim žanrovima kao što su psihodelični rock, blues rock, hard rock, desert rock, R&B, hip hop. 2013. su osvojili BRIT Awards za najbolji sastavi i najbolji album (AM) treći put u povijesti. To ih čini najuspješnijim zajedno s One Direction.

### Tranquility Base Hotel & Casino
Šesti studijski album, objavljen 11. svibnja 2018. Producirali su ga James Ford te Alex Turner. Napisao ga je Alex Turner.  Inspiriran je žanrovima       poput lounge popa, space popa, glam rocka te psihodelični pop. Album je dobio pozitivne kritike te nominiran je za 2018. Mercury Prize za najbolji album i Grammy za najbolji alternativni glazbeni album. Promoviran je pjesmama "Four Out of Five" i "Tranquility Base Hotel & Casino.

## Diskografija
Studijski albumi
- Whatever People Say I Am, That's What I'm Not (2006.)
- Favourite Worst Nightmare (2007.)
- Humbug (2009.)
- Suck It And See (2011.)
- AM (2013.)
- Tranquility Base Hotel & Casino (2018.)